# Crussow
Crussow ist ein Dorf mit rund 530 Einwohnern am Südostrand der Uckermark im Nordosten Deutschlands. Es liegt im Landkreis Uckermark östlich von Angermünde und ist seit dem 26. Oktober 2003 Teil dieser Stadt.

## Geografie
Die Umgebung Crussows ist flach bis hügelig und von weiten Feldfluren gekennzeichnet. Die Schildberge zwischen Hauptort und Neuhof erreichen 68 Meter über dem Meer. Waldgebiete befinden sich nordöstlich und südöstlich von Crussow (Gellmersdorfer Forst). Auffallend sind im Gebiet viele kleine abflusslose Tümpel, größere Seen finden sich in nordwestlicher Richtung nahe Dobberzin (Petschsee, Dobberziner See). Zwischen Crussow und Dobberzin wird der Flugplatz Crussow betrieben.

## Geschichte
Der Name Crussow kommt aus dem Slawischen und könnte sich von krusa (Birne) oder krus / kruzs (Salzklumpen) herleiten. Auch die Ableitung von einem Namen ist denkbar. Zu Crussow zählen die Gemeindeteile Neuhof und Henriettenhof. Letzteres ist seit 1808 belegt und wurde 1872 nach der Besitzerin, der Amtsratswitwe Henriette Karbe, geb. Baath benannt, die das Vorwerk August(en)hof von ihrem Sohn Eduard erwarb, es aber im Folgejahr an den Gutsbesitzer Ludwig Flügge weiterveräußerte. Im Jahre 1877 erwarb es Gutsbesitzer Wilhelm Bernsee. Später erscheinen andere Mitglieder der Familie Bernsee. Im Jahre 1929 ist Willi Bernsee Besitzer des Henriettenhofes gewesen, Größe 210 ha.
1335 wurde Crussow das erste Mal urkundlich erwähnt und lag zunächst im Einflussbereich des Klosters Chorin. Ein Hinweis auf die Existenz der St. Annen-Kirche in Crussow datiert aber bereits aus dem Jahr 1256, sodass im Juni 2006 die 750-Jahr-Feier stattfinden konnte. Im Jahre 1354/55 erfolgte die Abtretung von Crussow und anderen Orten samt Burg Zichow von Markgraf Ludwig VI. (Bayern) an Pommern. Durch Kurfürst Friedrich II. kamen im Jahre 1447 Crussow, die Orte der Region und die Burg wieder an Brandenburg zurück. Bis 1745 war der Ort und das bestehende Rittergut im Besitz der Familie von Aschersleben zu Crussow und gehörte zu den größten Dörfern der Ostuckermark. In der Zeit des Dreißigjährigen Krieges fielen viele Höfe wüst, 1624 gab es noch 16 Bauern und 11 Kossäten. Ab etwa Mitte des 18. Jahrhunderts gehörte das Rittergut der briefadeligen Familie von Risselmann, zuerst vertreten durch den 1746 nobilitierten Justizrat Johann Konrad von Risselmann (* 1670; † 1747), liiert mit Elisabeth Buirette von Oehlefeld (* 1683; † 1729). Risselmann hatte mehrere Güter und die Nachfahren teilten diese in drei Teile auf. Der Urenkel August von Risselmann (* 1796; † 1869), verheiratet mit Maria Reichsgräfin Finck von Finckenstein (* 1807; † 1863) begründet die Risselmann-Linie Crussow. Dann führte deren dritter Sohn Karl von Risselmann-Crussow (* 1832; † 1895) die Besitzung Crussow. Sein Besitz umfasste 1879 etwa 1387 ha Land. Davon waren 11 ha Wasserbesitz und 247 ha Forsten. Zum Rittergut Crussow gehörte zu jener Zeit eine Brennerei. Karl von Risselmann-Crussow heiratete Helene von Zychlinski (* 1840; † 1917). Er war kgl. preuß. Kammerherr, Hauptritterschaftsdirektor des Kur- und Neumärkischen Ritterschaftlichen Kreditinstituts, Landrat sowie Rechtsritter des Johanniterordens und somit einer der einflussreichsten Politiker in Nordbrandenburg. Das Rittergut Crussow hatte Ende des 19. Jahrhunderts 1500 ha. Dann führte zunächst seine Witwe den Gutsbesitz weiter, um 1910 mit Hilfe eines Administrators, in Personalunion der Forstmeister.
Letzte Gutsbesitzer vor 1945 zu Crussow waren der Rittmeister a. D. Ernst von Langenn-Steinkeller (* 1887; † 1943), auf Birkholz, Schönfeld, Crussow, Matschdorf, und dann spätestens seit 1929 seine Ehefrau Carola von Langenn-Steinkeller, geb. Gräfin Finck von Finckenstein. Als Leiter vor Ort agierte ein Administrator, das Rittergut hatte vor der großen Wirtschaftskrise 1445 ha. Der Hauptwohnsitz der Gutsherrin blieb Birkholz im damaligen Landkreis Friedeberg Nm. (Brzoza in der polnischen Woiwodschaft Lebus), da sich die Hauptgüter der Familie in der Neumark jenseits der nahen Oder befanden. Nach der Enteignung lebte sie mit den Kindern in München-Grünwald.
1897 lebten in Crussow rund 600 Einwohner. Mit einem Kaufmann, einem Mühlenmeister, einem Schuhmacher, der Brennerei und der Schmiede galt das Dorf damals in der Umgebung als wohlhabend. Bereits 1953 wurde eine LPG gegründet. 1959 folgte eine Dorfakademie, die Landwirte weiterbildete.
Der Besitzer des Vorwerkes Henriettenhof entdeckte im 19. Jahrhundert auf einem Feld 33 behauene Steinkisten, die, wie sich nach Untersuchungen von Archäologen erwies, etwa 5000 Jahre alt waren. Einige Grabbeigaben und ein menschliches Skelett aus der Jungsteinzeit werden seit 2020 im Heimatmuseum Angermünde aufbewahrt.

### Vorwerke und Wohnplatz von Crussow

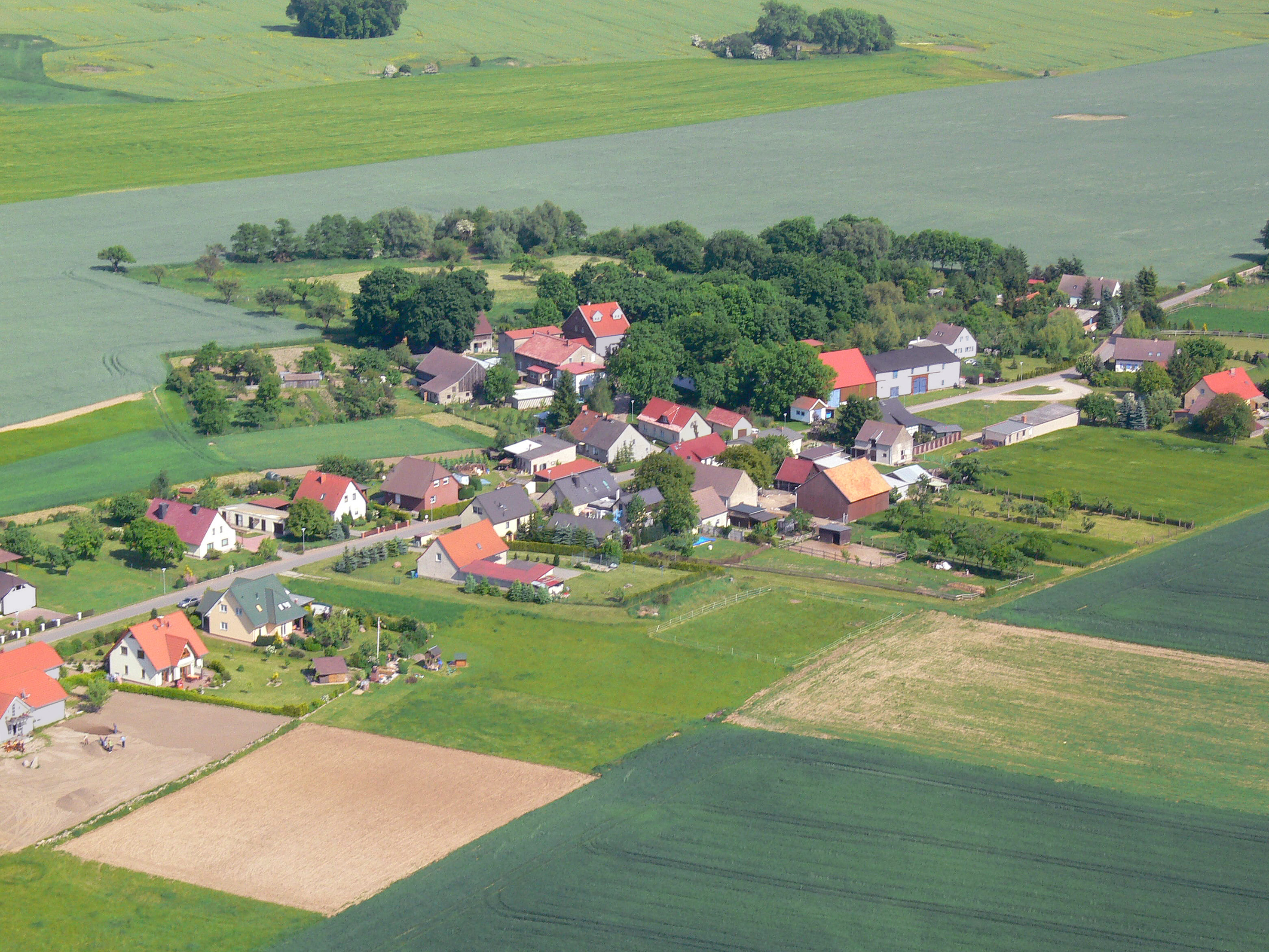
Henriettenhof 05-08
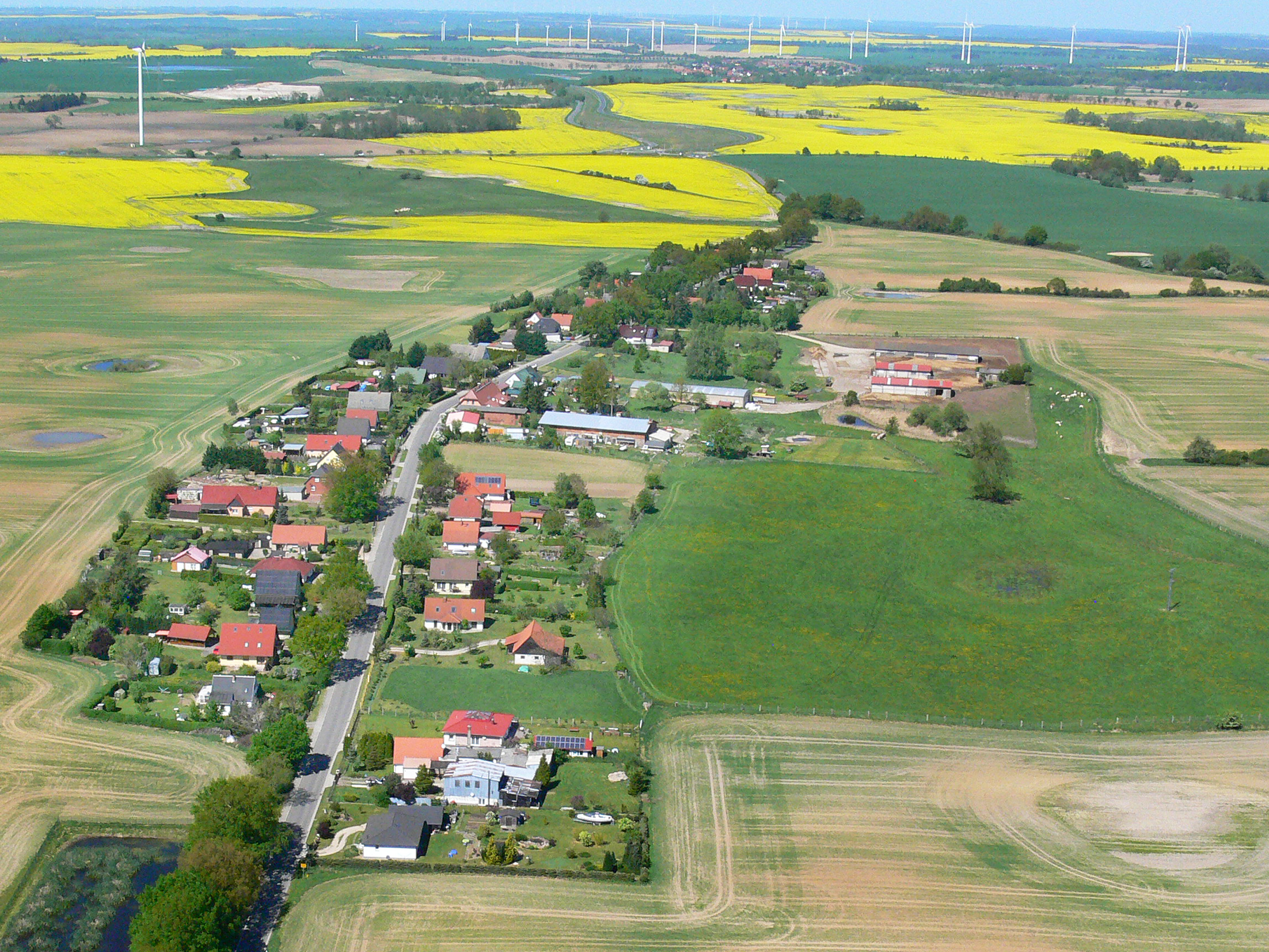
Neuhof 05-18

## Kirche

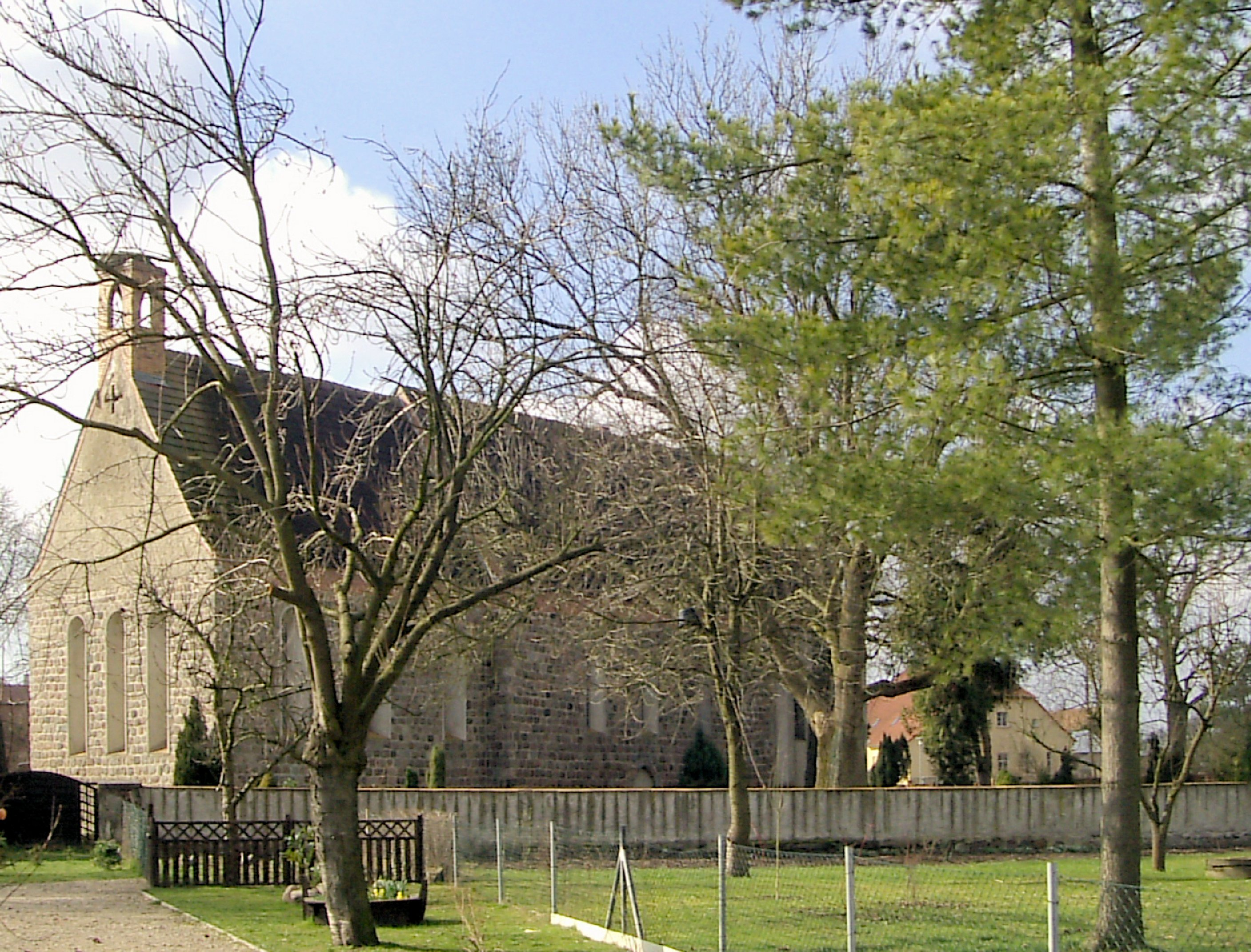
Evangelische St.-Annen-Kirche Crussow

Die Dorfkirche in Crussow, eine Feldsteinkirche, stammt aus der 2. Hälfte des 13. Jahrhunderts. Der 1730 erbaute Kirchturm wurde wegen Baufälligkeit 1966 abgerissen und die gesamte Kirche wegen Einsturzgefahr 1967 gesperrt. Teile der Dorfkirche wie die Kanzel mit Aufsatz und die Patronatsloge aus dem Jahre 1620 übergab die Gemeinde an die Kirche in Biesenbrow. Die erhaltene Bronzeglocke von 1514 aus der Gießerei Joachim Mai aus Stettin wurde auf dem Kirchhof in einen freistehenden Glockenstuhl eingehängt.
Aus eigenen Mitteln wurde die Kirche 1983 saniert und am 25. September 1988 neu geweiht.

## Vereine
- Dorfverein Crussow 2001 e. V.
- DAV Crussow e. V.
- Flugsportverein Crussow e. V.
- Ortsgruppe der Volkssolidarität Crussow
- Sportverein SG Crussow

## Tourismus

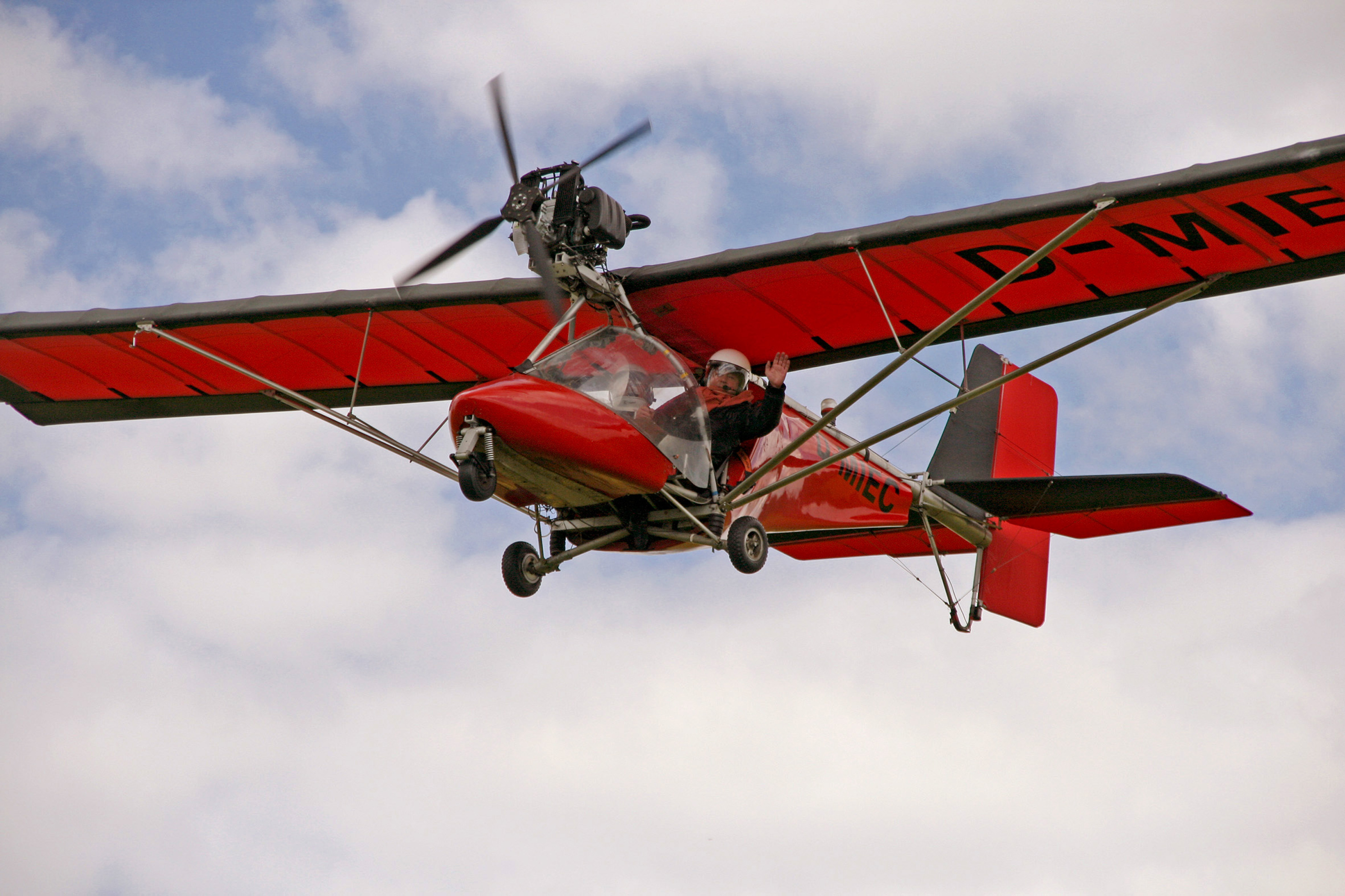
Überflug eines Ultraleichtflugzeugs Ikarus C22 (2015)

- Stolper Turm – Grützpott-Radrundweg – 37 Kilometer
- Rundtour ca. 22 km / Angermünde – Herzsprung – Gellmersdorf – Crussow – Henriettenhof – Dobberzin – Angermünde[20]
- Im Jahre 2001 eröffnete der Schriftsteller Wilfried Bergholz, selbst Pilot und Luftbildfotograf den Sonderlandeplatz für Ultraleichtflugzeuge hier im Ort.
- Jugend–Landhof Crussow

Der Ortsbürgermeister Crussows ist Ulrich Büttner.
Nach anfänglichen Zuzügen aus dem Umland nach der Wende 1990 geht seit einigen Jahren die Einwohnerzahl Crussows zurück.

## Persönlichkeiten
- Hans von Aschersleben (1698–1772), Gutsbesitzer und Landesdirektor
- Arno von Moyzischewitz (1890–1937), Offizier und Unternehmer, in Crussow gestorben